# 5-甲基䓛
5-甲基䓛是一种有机化合物，化学式为C18H11CH3，是多环芳香烃䓛的甲基衍生物，可由苯甲醛和苯乙酮经过多步反应合成。